# Coker College
Coker College är ett privat liberal arts college i Hartsville i South Carolina i USA, grundat 1908 för kvinnor som Coker College for Women. Från och med år 1969 har Coker College varit öppet för både män och kvinnor på lika villkor. Manliga studenter kunde ta enstaka kurser redan under 1940-talet men 1969 ändrades policyn helt och hållet.